# Герб штату Сан-Луїс-Потосі
Герб Сан-Луїс-Потосі — геральдичний символ штату Сан-Луїс-Потосі.

## Опис
Герб розсічений на два поля, одне синє і одне золоте. У центрі фігура Святого Людовика, короля Франції, який, своєю чергою, знаходиться на вершині гори Серро-де-Сан-Педро, тримаючи Святий Хрест. У золотому полі два срібних злитки, а в синьому полі два золотих злитки. Щит накладено на картуш.

## Історія
1656 року герб був наданий тодішнім віце-королем Франциско Фернандесом де ла Куева і Енрікесом де Кабрерою місту Нової Іспанії Сан-Луїс-Мінас-дель-Потосі разом з його міським статусом. 1658 року герб був офіційно підтверджений королем Філіппом IV Великим у Мадриді.